# Jack l'indomabile
Jack l'indomabile (The Shackles of Truth) è un film muto del 1917 diretto da Edward Sloman.

## Produzione
Il film fu prodotto dall'American Film Company.

## Distribuzione
Distribuito dalla Mutual Film, il film uscì nelle sale cinematografiche USA il 4 giugno 1917 con il titolo originale The Shackles of Truth. In Italia, ribattezzato Jack l'indomabile, fu distribuito dalla Harry in una versione di 1.532 metri con il visto di censura 15899 del marzo 1921.